# Madeleine Thomas
Pour les articles homonymes, voir Thomas.
Madeleine Thomas (née le 23 mars 1950) est une athlète française, spécialiste des courses de demi-fond.

## Biographie
Licenciée au club de l'ALC Châteaubriant, elle remporte trois titres de championne de France en plein air : en 1974 sur 800 m et en 1975 sur 800 m et 1 500 m. Elle décroche par ailleurs deux titres nationaux en salle sur 800 m, en 1975 et 1976.
Elle améliore le record de France du relais 4 × 800 mètres en 1975 à Bourges en compagnie de Chantal Jouvhomme, Martine Rooms et Marie-Françoise Dubois. 
Sur le plan international, Madeleine Thomas se classe troisième des championnats d'Europe en salle de 1972, dans l'épreuve du relais 4 × 2 tours, et troisième du 800 m des Jeux méditerranéens de 1975.